# أندريه ماتشينو
أندريه ماتشينو (بالفرنسية: André Maschinot) (28 يونيو 1903 – 10 مارس 1963) لاعب كرة قدم فرنسي راحل . لعب أغلب مسيرته الرياضية في نادي سوشو كما شارك مع منتخب فرنسا في بطولة كأس العالم لكرة القدم 1930 التي أقيمت في الأوروغواي واستطاع أن يسجل هدفين في مرمى منتخب المكسيك في المباراة الافتتاحية للبطولة .

## وصلات خارجية
- أندريه ماتشينو على موقع الاتحاد الدولي (مؤرشف)  (الإنجليزية)
- أندريه ماتشينو على موقع قاعدة بيانات كرة القدم.إي يو (الإنجليزية)
- أندريه ماتشينو على موقع بيانات كرة القدم. دي إي (الألمانية)
- أندريه ماتشينو على موقع ناشيونال فوتبول تيمز (الإنجليزية)
- أندريه ماتشينو على موقع عالم كرة القدم.نت (الإنجليزية)

- الاتحاد الفرنسي لكرة القدم